# Качинці
Качи́нці — етнографічна група хакасів, носії качинського діалекту хакаської мови. Нащадки єнісейських киргизів, історично складено, що до їх числа зараховують тобольських та іртишських татар, що називали себе по йменню річки Ізир-кічі.
Качинці або, як вони самі називають себе, камляр — до часу, коли прийшли росіяни в Єнісейську губернію, проживали в околицях нинішнього м. Красноярська і по долині р. Качі, спільно із зниклим нині плем'ям Аріна, складаючи досить численний народ тюркського племені. Пригнічені російськими поселенцями, качинці переселилися в Мінусінський округ на місце виселених звідти киргизів (в кінці минулого і на початку нинішнього сторіччя). В даний час качинці розділяються на 10 родів і населяють Качинський степ, між Абакані і обома Іюсами. Степ цей рясніє пасовищами і відрізняється помірним кліматом; зимою тут випадає небагато снігу.

## Назва
Етнонім «качі» (чи «качинці») з'явилася у 17 століття за йменням найбільшого сеока хашха (хасха), загальною назвою залишався етнонім «изир». Ця форма була перейнята хакаським населенням як «хааш» (хаас), але вже в значенні загального визначення скотарів Качинської степової думи. Назва «хааш» характерна для етнічних утворень та інших народів Південного Сибіру.
Етнонім «хаасут», на думку багатьох дослідників, походить від монгольської форми множинного числа терміна «хаас» (хааш), який, у свою чергу, певно, зіставляється з самодійським словом «хас» — чоловік. З'ясування істинного ареалу цього етноніму підтверджує гіпотезу про те, що він пов'язаний з тайговими самодійцями, що не мають етногенетичних зв'язків з тюркомовними качанцями.
На думку китаєзнавця С. Є. Яхонова, етнонім «хааш» зустрічається в літописах «нової історії Тан» у формі «геечжі». Народ «геечжі» існував поруч з племенем дубо в межах Східних Саян, де й нині жителі зберегли свою древню самоназву.

## Історія
Сагайці та кизильці вважали качанців вихідцями з країни Торбет, тобто дербетами з Північно-Західної Монголії. За повір'ями, монгольський хан віддав одне зі своїх племен в придане дочці, що стала дружиною киргизького князя Оджен-бега. Остання версія підтверджує факт переселення в Хакасію частини джуганів (дербетів).
У зв'язку з розгромом Джунгарського ханства, близько 7 тисяч біженців були розселеними в межах Красноярського та Кузнецького повітів Вони увійшли до складу місцевих родів, що різко вплинуло на масштаби їх росту (чисельність качанців за другу половину 18 ст. виросла в 23,5 рази). У цей час серед хакасів поширилися легенди про Шуну батира та Амур Сана, з'явилися сеоки з етнонімом «ойрот», тобто джунгар.
У сучасних джерелах качинці представляються як етнічна підгрупа хакасів, хоча в них є власна історія та культура, досить багата, самобутня та давня. Існує припущення, що качинці першопочатково є вихідцями з Середньої Азії.
Населення качинської степової думи склалося з решти родів «Киргизької землі», а також перекочувавши з-під м. Красноярська та Східного Саяна киштимів та ойротських біженців з Джунгарії. Проте, питома вага киргизів (езерців) у цій самій адміністративній одиниці була настільки великою, що навіть наприкінці 18 століття качанців інколи називали «киргизцями».
Красноярські качинці Частина качанців, що несли російську воєнну службу, після вигону основної маси населення Хакасії джунагарами, переселилася в степову зону Хакасії. Переважна більшість красноярських качанців залишилася в місті Красноярську. Остаточно качинці під Красноярськом зникли наприкінці 19 століття, коли з розряду інородців були переведені російською владою в селянський стан. Очевидно, що більшість з них було винищено фізично (разом з красноярськими козаками) в 1920-ті рр. (в роки громадянської війни та після неї) російськими переселенцями, що претендували на їх землі.

## Хакаські качинці
До складу хакаських качанців увійшло чимало хакасів, що повернулися з джунгарського угону. У роки радянської війни качинці, разом з кизильцями, здійснили найбільш жорсткий спротив радянській владі. Більшість представників хакаської інтелігенції 1930-х рр. були за походженням качинцями і найбільш постраждали від сталінських репресій. Пізніше на землях хакаських качанців у радянський час освоювали цілину, будували різні підприємства, селили засланців та переселенців.
Саме тому вони найбільш від інших хакасів постраждали від асиміляції.
Нині качинці продовжують чисельно скорочуватися, втрачають хакаську мову та асимілюються.
Як окремий етнос качинці припинили своє існування на початку минулого століття завдяки неграмотній етнічній політиці радянської держави, а саме політиці об'єднання народів.

## Культура та релігія
Донині качинці зберегли свою культуру, несучи її у богатирських піснях і з яких видно, що в дохристиянський час вони поклонялися верховному божеству (під ім'ям Кудаяна), що живе над хмарами, а також високим і чим-небудь особливо видатним горах, скелях. Вони шанували також вогонь, воду, місяць і сонце, модрину, ведмедя і змію, лебедя і орла. Проте, нині всі качинці — християни, чисельність їх — від 10 до 12000 душ. Вони, нарівні з державними селянами, платять державні податки.
Вони шанували також вогонь, воду, місяць і сонце, модрину, ведмедя і змію, лебедя і орла.
Управляються вони Абаканською управою, на чолі якої стоїть старшина, помічники його — родові старшини або старости і писаря. Як старшина, так і старости обираються місцевими жителями на певний термін.
Живуть до сходу від Іюсів, ведуть напівосілий спосіб життя, проживають в юртах, займаються переважно скотарством, багато з заможних мають значні стада рогатої худоби, коней та овець.
Нині багато хто з качинців переселився на захід від Іюсів та став цілком осілим. Вони вправно займаються хліборобством, і, живучи серед росіян, зовсім обрусіли. Цей народ навіть за таких умов веде напівосілий спосіб життя, проживає в юртах, займається переважно скотарством. Заможні качинці інколи мають стада рогатої худоби, коней та вівці.

## Культура
Скотарі та землероби качинці входять до складу хакаського народу та проживають на півночі Республіки Хакасія, на лівому березі Єнісея, в басейні рік Білого та Чорного Іюсів.
Розмовляють на тюркській мові уйгурської групи.
Історичними попередниками, частково предками качанців, були єнісейські киргизи.

## Національний костюм
Особливості національного костюма — широкі та довгі сукні і сорочки з лиштвою, рясність вишивки на жіночому вбранні, своєрідні головні убори з хутра лисиці (у одружених жінок), чоловічі шапки з квадратною тулією типу «конфедератки».
У комплекті літнього одягу качинців були жіночі сукні та безрукавки, для одружених жінок характерний «сігідек»; жіночі та чоловічі кафтани.
Існував характерний одяг з розшитими елементами, а також традиційне вбрання для наречених.
Нам відомі традиційні орнаменти качанців, кольорова гама, якої вони дотримувалися: червоний, зелений, жовтий, чорний, переважно це були квіткоподібні чи геометричні зображення.
У качинців були шамани, що здійснювали обряди лише в повному обладунку та з бубном.
Тобто, характерними для жіночого та чоловічого гардеробу качанців були шкіра, вкриті візерунчастим шовком чи сукном, шуби.
Головні вбори робилися переважно з хутра лисиці.

## Сучасність
Як окремий етнос качинці припинили своє існування на початку минулого століття завдяки неграмотній етнічній політиці радянської держави, а саме політиці об'єднання народів. У результаті чого з 198 етнічних груп утворили 96.З 12 етносів мало чисельних народів Саяно-Алтайського нагір'я виникли два великих етноси: хакаси та алтайці, частина качинців була офіційно записана хакасами, незначна частина — татарами, решта були зачислені до росіян.